# Krasny Bor (Kaliningrad, Prawdinsk)
Krasny Bor (Красный Бор, deutsch Ditthausen) war ein Ort in der russischen Oblast Kaliningrad (Gebiet Königsberg (Preußen)). Seine Ortsstelle gehört zum Munizipalkreis Rajon Prawdinsk (Stadtkreis Friedland).

## Geographische Lage
Die Ortsstelle Krasny Bors liegt am Westufer der Lawa (deutsch Alle) in der südlichen Mitte der Oblast Kaliningrad, sechs Kilometer südlich der einstigen Kreis- und heutigen Rajonshauptstadt Friedland (russisch Prawdinsk) bzw. 20 Kilometer nordöstlich der zwischenzeitlichen Kreismetropole Bartenstein (polnisch Bartoszyce).

## Geschichte
Das einstieg Didhausen und nach 1785 Ditthausen genannte Dörfchen bestand aus zwei großen Höfen. Als Landgemeinde kam Ditthausen 1874 zum neu errichteten Amtsbezirk Mertensdorf (russisch Tjomkino) im ostpreußischen Kreis Friedland (1927 bis 1945 „Kreis Bartenstein“). 51 Einwohner zählte Ditthausen im Jahre 1910.
Am 30. September 1928 gab Ditthausen seine Eigenständigkeit auf und schloss sich mit den Nachbarorten Grasmark und Mertensdorf (Tjomkino) zur neuen Landgemeinde Mertensdorf zusammen.
In Kriegsfolge kam Ditthausen 1945 innerhalb des gesamten nördlichen Ostpreußen zur Sowjetunion. 1947 wurde das Dorf in den Domnowski selski sowet/okrug (Dorfsowjet Domnau) im Rajon Prawdinsk eingegliedert und erhielt 1950 die russische Namensform „Krasny Bor“. Wurde es in den ersten Nachkriegsjahren noch besiedelt, so verliert sich nach und nach seine Spur. Vor 1975 bereits wurde der Ort verlassen und gilt jetzt als untergegangen. Seine Ortsstelle liegt im Bereich des Munizipalkreises Rajon Prawdinsk (Stadtkreis Friedland) in der Oblast Kaliningrad der Russischen Föderation.

## Religion
Christentum
Bis 1945 war Ditthausen in das Kirchspiel Deutsch Wilten (russisch Jermatowo) der vereinigten evangelischen Kirchengemeinden Deutsch Wilten-Georgenau-Klingenberg in der Kirchenprovinz Ostpreußen der Kirche der Altpreußischen Union, außerdem in die römisch-katholische Pfarrei Friedland (russisch Prawdinsk) – bis 1931 in die Pfarrei Tapiau (Gwardeisk) – im damaligen Bistum Ermland eingepfarrt.

## Verkehr
Die kaum noch wahrnehmbare Ortsstelle von Ditthausen resp. Krasny Bor liegt an einer Nebenstraße, die von Prawdinsk (Friedland) über Tjomkino (Mertensdorf) und Rjabinino (Korwlack) bis in das russisch-polnische Grenzgebiet führt – und bis 1945 weiter bis in das heute polnische  Klingenberg (polnisch Ostre Bardo) verlief.

## Trivia
Im Jahre 1455 war Niclas Götcze Herr auf Gut Bothkeim (russisch Tschistopolje) mit Ditthausen und Götzlack (Krutoi Jar). Mit ihm begann die ununterbrochene Stammreihe des Adelsgeschlechts von Götzen.